# Virginia Dale (Schauspielerin)
Virginia Dale (* 1. Juli 1917 in Charlotte, North Carolina; † 3. Oktober 1994 in Burbank, Kalifornien), eigentlich Virginia Paxton, auch bekannt als Jean Dale, war eine US-amerikanische Schauspielerin und Tänzerin.

## Leben und Karriere
Virginia Dale absolvierte ihren Abschluss an der Central High School in Charlotte, ihrem Geburtsort, in North Carolina. Sie arbeitete mit ihrer Schwester Frances zusammen, um The Dancing Paxton Sisters in New York City zu gründen. Dort entdeckte Darryl F. Zanuck Dale und nahm sie unter Vertrag der 20th Century-Fox. Sie drehte einige Filme, darunter Musik, Musik (1942), All Women Have Secrets (1939), Las Vegas Nights (1941) und The Singing Hill (1941). In Musik, Musik tanzte sie neben Fred Astaire und Bing Crosby, sang aber auch noch, weshalb sie besonders mit Musicals in Verbindung gebracht wurde. In den 1950er Jahren spielte sie hauptsächlich nur noch in Fernsehserien, unter anderen The Adventures of Kid Carson (1951–1952). 1958 verließ sie das Filmgeschäft vorerst, kehrte aber in den 1980er Jahren wieder für einige Filme zurück ins Filmgeschäft.
Am Broadway trat sie in Him und The Final Balance, beide aus dem Jahr 1928, auf.

## Tod
An den Folgen eines Lungenemphysems starb Dale im Alter von 77 Jahren in Burbank, Kalifornien. Sie ist im Forest Lawn Memorial Park, Hollywood Hills beigesetzt.

## Filmografie (Auswahl)
- 1938: Start Cheering
- 1939: All Women Have Secrets
- 1939: Death of a Champion
- 1939: Idiot’s Delight
- 1939: The Kid from Texas
- 1940: The Quarterback
- 1940: Buck Benny Rides Again
- 1940: Parole Fixer
- 1940: Love Thy Neighbor
- 1940: Dancing on a Dime
- 1941: Weltpremiere
- 1941: Las Vegas Nights
- 1941: The Singing Hill
- 1941: Kiss the Boys Goodbye
- 1942: Musik, Musik
- 1943: Headin’ for God’s Country
- 1947: Achtung, Küstenpolizei (Dragnet)
- 1947: Der Windhund und die Lady
- 1947: Fall Guy
- 1948: Docks of New Orleans
- 1948: Strike It Rich
- 1950: Love That Brute
- 1951: Danger Zone